# Marcelo Chierighini
Marcelo Chierighini (* 15. Januar 1991 in São Paulo) ist ein brasilianischer Schwimmsportler, spezialisiert auf die kurzen Freistilstrecken. Bei den Panamerikanischen Spielen 2015 war er zweifacher Goldmedaillengewinner mit brasilianischen Staffeln.

## Erfolge
Die Mehrzahl seiner Medaillen bei internationalen Schwimmveranstaltungen errang Chierighini zusammen mit brasilianischen Staffelkameraden.
So holten die Brasilianer bei den Kurzbahnweltmeisterschaften 2010 in der Besetzung Nicholas Santos, César Cielo Filho, Chierighini und Nicolas Oliveira über 4 × 100 Meter Freistil Bronze hinter Frankreich und Russland und vor den USA.
Relativ bescheiden war das Abschneiden der brasilianischen Staffeln mit ihm bei Olympia 2012 in London: 15. in der Lagenstaffel und 9. über 4 × 100 Meter Freistil.
Bei den Panamerikanischen Spielen 2015 in Toronto gab es für die Brasilianer die Goldmedaille über 4 × 100 Meter Freistil und über 4 × 100 Meter Lagen. Bei derselben Veranstaltung gewann Chierighini im Einzelrennen über 100 Meter Freistil Bronze in 48,80 s hinter dem Argentinier Federico Grabich (48,26 s) und dem Kanadier Santo Condorelli (48,57 s).
Bei den Schwimmweltmeisterschaften 2015 im russischen Kasan belegte Chierighini im 100-Meter-Freistilfinale Platz fünf in 48,27 s, nur 15 Hundertstelsekunden fehlten zum Bronzerang, Sieger war hier der Chinese Ning Zetao (47,84 s).